# Gran Premio Industria y Artigianato-Larciano 2017
La 49ª. edición del Gran Premio Industria y Artigianato-Larciano se disputará el domingo 5 de marzo de 2017, por un circuito por la Toscana sobre un trazado de 199,2 km con inicio y final en Larciano.
La prueba hace parte del calendario UCI Europe Tour 2017 de los Circuitos Continentales UCI en la categoría 1.HC.

## Equipos participantes
| WorldTeams (7)- Bahrain-Merida - Bora-Hansgrohe - Cannondale-Drapac - Katusha-Alpecin - Movistar Team - Orica-Scott - UAE Team Emirates Equipos continentales profesionales (6)- Androni Giocattoli - Bardiani CSF - Gazprom-RusVelo - Nippo-Vini Fantini - Novo Nordisk - Wilier Triestina-Selle Italia Equipos continentales (5)- 0711/Cycling - D'Amico-Utensilnord - GM Europa Ovini - Sangemini-MG.Kvis - Unieuro Trevigiani-Hemus 1896 Equipo nacional- Italia |
| |

## Clasificaciones finales
- Las clasificaciones finalizaron de la siguiente forma:[1]

### Clasificación general
| \| Clasificación general \| Clasificación general \| Clasificación general \| Clasificación general \| Clasificación general \| \| Ciclista \| Ciclista \| Equipo \| Tiempo \| \| \| --------------------- \| --------------------- \| ----------------------------- \| --------------------- \| --------------------- \| \| 1.º \| Adam Yates \| Orica-Scott \| 4 h 50 min 00 s \| \| \| 2.º \| Richard Carapaz \| Movistar Team \| + 0 s \| \| \| 3.º \| Rigoberto Urán \| Cannondale-Drapac \| + 0 s \| \| \| 4.º \| Mattia Cattaneo \| Androni-Sidermec-Bottecchia \| + 2 s \| \| \| 5.º \| Egan Bernal \| Androni-Sidermec-Bottecchia \| + 2 s \| \| \| 6.º \| Simon Clarke \| Cannondale-Drapac \| + 4 s \| \| \| 7.º \| Francesco Gavazzi \| Androni-Sidermec-Bottecchia \| + 17 s \| \| \| 8.º \| Filippo Pozzato \| Wilier Triestina-Selle Italia \| + 18 s \| \| \| 9.º \| Paolo Totò \| Sangemini-MG.Kvis \| + 18 s \| \| \| 10.º \| José Joaquín Rojas \| Movistar Team \| + 19 s \| \| |                    |                               |                 |
| |                    |                               |                 |
| Fuente: ProCyclingStats |                    |                               |                 |
| Clasificación general |                    |                               |                 |
| Ciclista | Ciclista           | Equipo                        | Tiempo          |
| 1.º | Adam Yates         | Orica-Scott                   | 4 h 50 min 00 s |
| 2.º | Richard Carapaz    | Movistar Team                 | + 0 s           |
| 3.º | Rigoberto Urán     | Cannondale-Drapac             | + 0 s           |
| 4.º | Mattia Cattaneo    | Androni-Sidermec-Bottecchia   | + 2 s           |
| 5.º | Egan Bernal        | Androni-Sidermec-Bottecchia   | + 2 s           |
| 6.º | Simon Clarke       | Cannondale-Drapac             | + 4 s           |
| 7.º | Francesco Gavazzi  | Androni-Sidermec-Bottecchia   | + 17 s          |
| 8.º | Filippo Pozzato    | Wilier Triestina-Selle Italia | + 18 s          |
| 9.º | Paolo Totò         | Sangemini-MG.Kvis             | + 18 s          |
| 10.º | José Joaquín Rojas | Movistar Team                 | + 19 s          |

## UCI World Ranking
El Gran Premio Industria y Artigianato-Larciano otorga puntos para el UCI Europe Tour 2017 y el UCI World Ranking, este último para corredores de los equipos en las categorías UCI ProTeam, Profesional Continental y Equipos Continentales. Las siguientes tablas son el baremo de puntuación y los corredores que obtuvieron puntos:
| Posición              | 1.ª | 2.ª | 3.ª | 4.ª | 5.ª | 6.ª | 7.ª | 8.ª | 9.ª | 10.ª |
| Clasificación general | 200 | 150 | 125 | 100 | 85  | 70  | 60  | 50  | 40  | 35   |

| 1.º  | Adam Yates         | Orica-Scott                 | 200 |
| 2.º  | Richard Carapaz    | Movistar                    | 150 |
| 3.º  | Rigoberto Urán     | Cannondale-Drapac           | 125 |
| 4.º  | Mattia Cattaneo    | Androni Giocattoli-Sidermec | 100 |
| 5.º  | Egan Bernal        | Androni Giocattoli-Sidermec | 85  |
| 6.º  | Simon Clarke       | Cannondale-Drapac           | 70  |
| 7.º  | Francesco Gavazzi  | Androni Giocattoli-Sidermec | 60  |
| 8.º  | Filippo Pozzato    | Wilier Selle Italia         | 50  |
| 9.º  | Paolo Totò         | Sangemini-MG.Kvis           | 40  |
| 10.º | José Joaquín Rojas | Movistar                    | 35  |